# Tipula fulvinodus
Tipula fulvinodus är en tvåvingeart som beskrevs av Doane 1912. Tipula fulvinodus ingår i släktet Tipula och familjen storharkrankar. Inga underarter finns listade i Catalogue of Life.